# Steinkopf von Mšecké Žehrovice

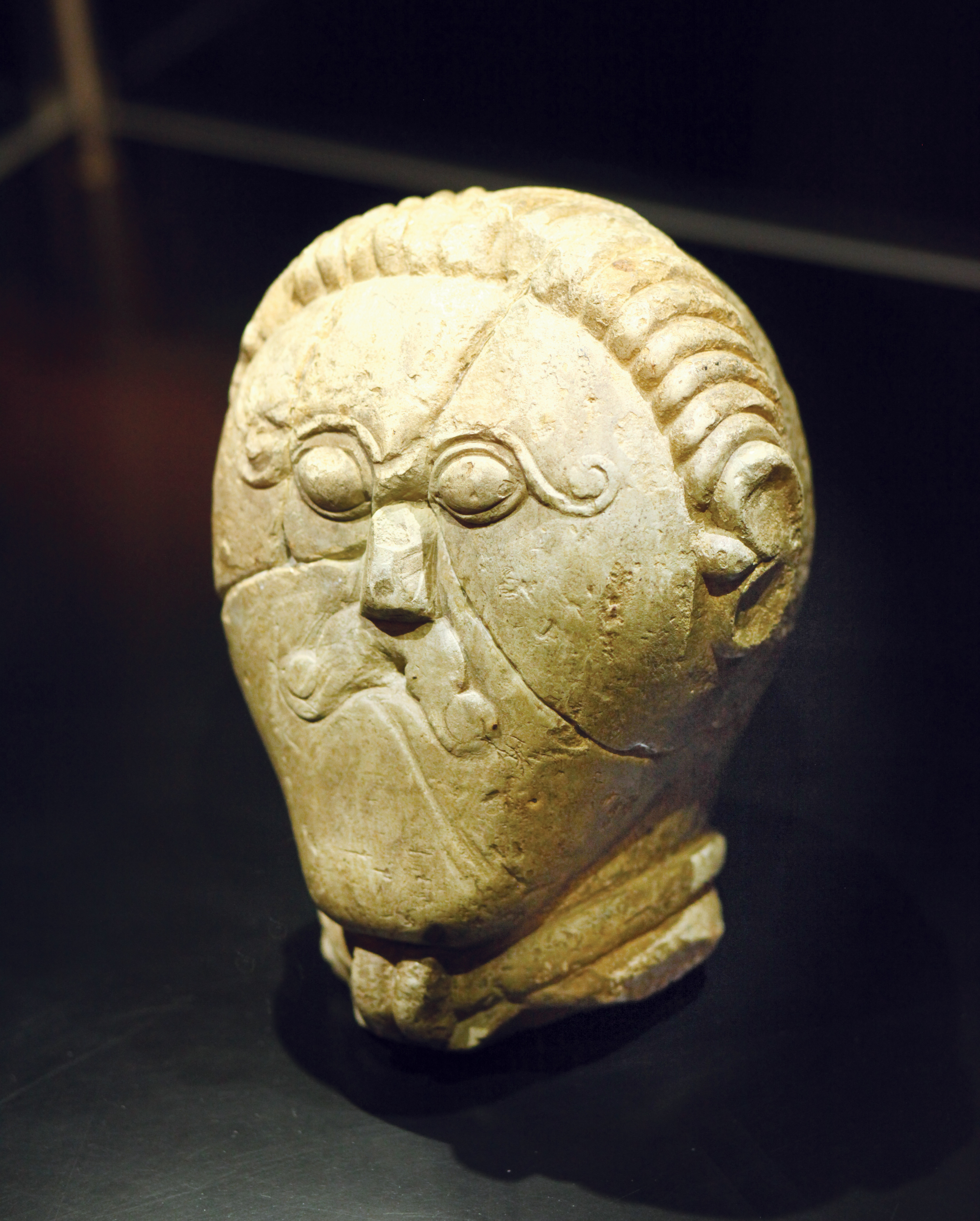
Vorderansicht

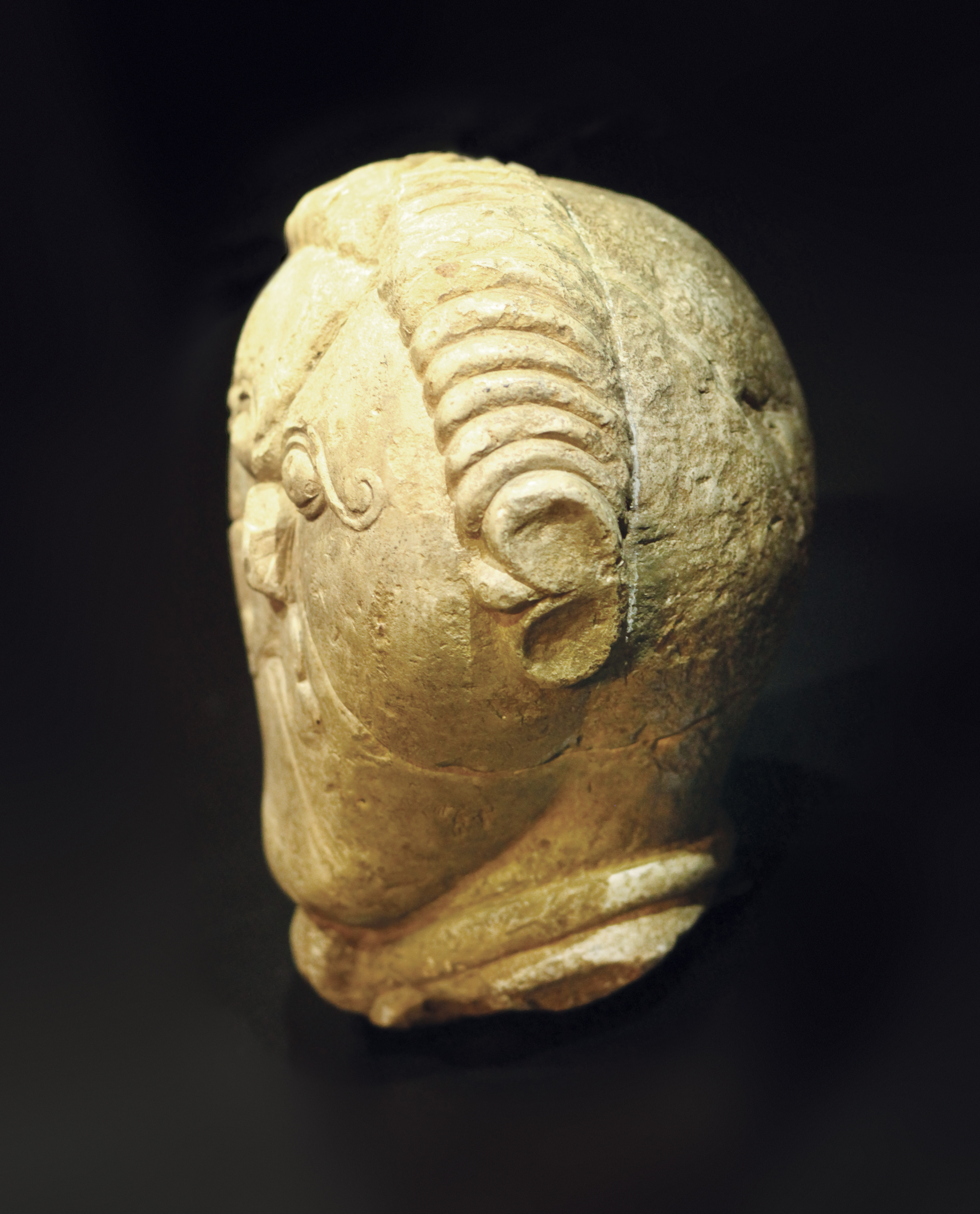
Seitenansicht

Der Steinkopf von Mšecké Žehrovice ist eine aus dem dritten Jahrhundert v. Chr. stammende Figur der Latènezeit aus Plänerkalkstein. Der 23,4 cm hohe Kopf ist der einzige Fund einer keltischen Monumentalskulptur aus Tschechien und befindet sich heute im Bestand des Prager Nationalmuseums.

## Fund
Die Figur wurde am 19. Mai 1943 durch Josef Šlajchrt in einer Sandgrube 500 Meter südlich des Dorfes Mšecké Žehrovice in mehrere Teilen zerbrochen aufgefunden.(Fundort: 50° 10′ 11,2″ N, 13° 55′ 16,8″ O) 
Während der deutschen Besetzung wurde der Kopf zunächst versteckt, um seine Beschlagnahme zu verhindern. 1952 übergab ihn Šlajchrt dem Prager Nationalmuseum.  
Nachfolgende intensive Untersuchungen des Fundortes durch das  Nationalmuseum brachten Reste einer Feuerstätte, von Keramik, Knochen, Gagatarmbändern und einen größeren Tierzahn zum Vorschein. In der angrenzenden Lokalität Libeň wurden dabei Funde getätigt, die auf eine Besiedlung seit der Altsteinzeit hinweisen. Außerdem wurden Reste einer keltischen Viereckschanze aufgefunden. 
Das Original wurde bisher in Tschechien lediglich dreimal öffentlich präsentiert: 1958 in der Ausstellung des Nationalmuseums zur Frühgeschichte der Tschechoslowakei, 2008 in der Ausstellung anlässlich des 190. Jubiläums des Nationalmuseums sowie 2011 in einer Ausstellung des Museums Nové Strašecí zur Geschichte der keltischen Viereckschanze Libeň und den Gagatreifmanufakturen des Džbán. Außerdem wurde es bei internationalen Ausstellungen in Venedig (1991), Rosenheim (1993), Tokyo (1998), Avila (2001) und Bern (2009) präsentiert. Für weitere Ausstellungen wurden Kopien erstellt. 
Angesichts der Tonsur und des Schnurrbartes wird angenommen, dass es sich bei der dargestellten Person um einen Druiden oder eine andere höhergestellte Person gehandelt hat.